# Raymond Bellot
Raymond Bellot (Alfortville, 9 de junho de 1929 – 24 de fevereiro de 2019) foi um futebolista francês que atuava como atacante.

## Carreira
Raymond Bellot fez parte do elenco da Seleção Francesa de Futebol, na Copa do Mundo de 1958. 

## Títulos
- Copa do Mundo de 1958: 3.º Lugar